# Tatiana Czerska
Tatiana Adriana Czerska (ur. 5 marca 1971 w Kozienicach) – polska literaturoznawczyni, dr hab. nauk humanistycznych, profesor Uniwersytetu Szczecińskiego.

## Życiorys
Absolwentka I Liceum Ogólnokształcącego im. Aleksandra Omieczyńskiego w Gryfinie. W 1995 ukończyła studia na kierunku filologia polska na Uniwersytecie Szczecińskim. 14 marca 2002 pod kierunkiem prof. Bolesława Hadaczka obroniła pracę doktorską Sacrum w twórczości Zbigniewa Żakiewicza, 9 stycznia 2013 habilitowała się na podstawie pracy zatytułowanej Między autobiografią a opowieścią rodzinną. Kobiece narracje osobiste w Polsce po 1944 roku w perspektywie historyczno-kulturowej. W latach 2003–2012  była sekretarzem szczecińskiego Oddziału Towarzystwa Literackiego im. Adama Mickiewicza, od 2012 do 2021 piastowała funkcję  Przewodniczącej Zarządu Oddziału w Szczecinie, a od 2021 jest członkinią Zarządu Głównego Towarzystwa. W 2019 roku zagrała epizodyczną rolę właścicielki domu gościnnego w filmie Stoję za tobą. Od 2021 jest również Przewodniczącą Komisji Nostryfikacyjnej przy Instytucie Literatury i Nowych Mediów Uniwersytetu Szczecińskiego.